# Orectochilus dilatatus
Orectochilus dilatatus là một loài bọ cánh cứng trong họ van Gyrinidae. Loài này được Redtenbacher miêu tả khoa học năm 1868.